# Частотная вероятность
Частотная вероятность — предел относительной частоты наблюдения некоторого события в серии однородных независимых испытаний:
{\displaystyle P(A)=\lim _{N\rightarrow \infty }{\frac {n}{N}}},
где {\displaystyle N} — общее количество испытаний, {\displaystyle n} — количество наблюдений события {\displaystyle A} .
Понятие частотной вероятности является одной из интерпретаций понятия вероятности наряду с логической вероятностью и субъективной вероятностью. Помимо названия «частотная вероятность» для данного понятия в научной литературе также используются названия «статистическая вероятность», «физическая вероятность», «эмпирическая вероятность», «объективная вероятность» или просто «вероятность».
Понятие частотной вероятности предложено фон Мизесом и Райхенбахом в начале 1920-х годов с целью замены классического определения вероятности, введённого в оборот ещё создателями теории вероятностей, и не отвечающего требованиям современной науки. Согласно классическому определению, вероятность есть отношение числа исходов некоторого эксперимента, которые благоприятствуют нужному результату, к числу всех возможных исходов. Такое определение корректно только тогда, когда вероятности всех возможных исходов имеют одинаковые значения.

## Критика
Подобно всякой новой концепции понятие частотной вероятности в фазе своего возникновения подвергалось критике. Главное возражение: никакой наблюдатель не может иметь в своём распоряжении бесконечную последовательность наблюдений. Например, Фишер в Англии и другие статистики, которые также критиковали классическую теорию, вводили частотное понятие вероятности не с помощью определения, а как исходный, неопределяемый термин в аксиоматической системе. Однако фон Мизес и Рейхенбах показали, что на основе их определения могут быть выведены важные теоремы. В настоящее время это определение считается общепризнанным.